# Sebastià Orri Hugas
Sebastià Orri Hugas (Gerona, 14 de octubre de 1869 – Gerona, 7 de enero de 1935) fue el primer practicante en medicina y cirugía de la provincia de Gerona (España), y fundador del Colegio de Enfermería de Gerona el año 1925.

## Reseña biográfica
Sebastià Orri fue originalmente un callista de la ciudad de Gerona, propietario de una herboristería en las Ramblas. En 1857 apareció el título oficial de Practicante en Medicina, y Sebastià fue el primero en ejercerlo como tal en la provincia de Gerona, empezando su nueva profesión el 8 de abril de 1886. Seguidamente iniciarían sus carreras Josep Cos, Mariano Orri, Amadeo Orri y Carme Mora entre otros.
En 1920 en Catalunya ya existían los colegios de farmacéuticos, médicos, veterinarios y practicantes. El 8 de octubre de 1925 se creó la primera junta directiva del Colegio de Practicantes y Matronas de la provincia de Gerona, siendo su fundador y primer presidente el Sr. Sebastià Orri. A pesar de tener su primera sede en la Rambla de la Libertad, Sebastià Orri llevó el colegio desde su propia casa en la calle del Sac. En aquella época simplemente se mantenía un libro de registro, se otorgaba un carnet i se abonaban veinticinco pesetas, como única aportación. Su sobrino Mariano Orri sería nombrado Colegiado número 2 el año 1940, cinco años después de la muerte de Sebastià, cuando tomó la dirección del colegio y lo dirigió también desde su domicilio, en la calle del Carme.

## Fundación del Colegio de Enfermería de Gerona
El 8 de octubre de 1925 se constituyó la primera junta del Colegio de Practicantes y Matronas de Gerona y su provincia. La asamblea constituyente se llevó a cabo en los salones del Ateneu Social Democràtic, en un acto muy concurrido, al cual acudieron el presidente del Colegio de Practicantes de Barcelona, José Icardo, y un representante de la Federación Nacional. En aquella época, solía ser bastante habitual que se agrupasen las dos titulaciones en un mismo colegio profesional, en función del número de profesionales en ejercicio de la provincia. Influidos seguramente per la infatigable labor que en pro de la colegiación llevaban a cabo tanto la Federación Nacional de Practicantes como la Unión Sanitaria, los practicantes Orri, saga de profesionales muy sensibilizados por todos los temas de "la classe", constituyeron el primer Colegio de Practicantes y Matronas de Gerona, con la siguiente composición:
- Presidente: Sebastià Orri Hugas.
- Secretario: Mariano Orri Corredor.
- Tesorera: Coloma Clapes Sastre.
- Vocal primero: Abdón Ventura Genís.
- Vocal segundo: Pilar Jou Bosch.

La primera sede colegial se localizó en el número 5 de la Rambla de la Libertad de Gerona, después de acondicionar las dependencias del gabinete profesional de Sebastià Orri.

## Vida personal
Sebastià fue el primogénito de Josep Orri Viusà y de Maria Hugas Vilaseca, además del hermano del reconocido músico gerundense Pau Orri Hugas. En 1892 contrajo matrimonio con Adela Genís Campos, con la que tuvo tres hijos: Maria, Josep y Encarnació Orri Genís.

## Casos célebres
Algunos de los casos más populares tratados por Sebastià Orri fueron los siguientes:
- Juan Nogué Viella, de 43 años, domiciliado en la Subida del Rey D. Martín, 11 2º, presentaba una herida incisa en la primera falange del dedo meñique de la mano izquierda, que se produjo trabajando en su domicilio.[6]
- Jaime Puig Reyes, de 12 años, domiciliado en la calle del Pavo 1 2º, que presentaba una herida incisa en la parte media e interna del antebrazo izquierdo, producida al caer por las escaleras de su domicilio.[7]
- Josefa Casals Ripoll, de 7 años, domiciliada en la Plaza San Francisco, 11 4º, presentaba una contusión en la región occipital producida por una caída.[8]
- [junto al Doctor Roca] Domènech Barés Guitart, de 31 años, vecino de Barcelona; Joan Bert Ribas, de 20, vecino de Roses; y Feliu Arrojo Ferré, de 23, vecino de Barcelona. Presentaban diversas lesiones de pronóstico leve en la región parietal izquierda y manos; en la mano derecha, y en la frente y brazo derecho, respectivamente, producidas al volcar el camión que ocupaban G. 4540 E., en el lugar conocido como "Pont d'en Xuncia", mientras se dirigían a Roses a buscar pescado.[9]